# Гиповитаминоз PP
Гиповитаминоз PP — гиповитаминоз, развивающийся в организме человека и животных вследствие недостатка в нём витамина PP.
Суточная потребность витамина PP составляет для взрослого человека в среднем 14-16 мг, а в общем в зависимости от возраста и состояния организма здорового человека от 5 мг у грудных детей и до 25 мг в старшем подростковом возрасте и покрывается суточным рационом при условии полноценного рационального питания. Потребность животных зависит также от их видовой принадлежности.

## Причины
Причины приводящие к недостаточности ниациана бывают:
- недостаток никотиновой кислоты и её производных в съедаемой пище вследствие недостаточного питания;
- недостаток никотиновой кислоты и её производных в съедаемой пище вследствие неполноценного питания, зерновые содержат ниацитин, ниациноген и связанные формы никотиновой кислоты — ни один из них не усваивается и не участвует в образовании никотинамидных коферментов — НАД и НАДФ;
- при нарушении всасывания (усвояемости), повышенном расходе или нарушении метаболизма никотиновой кислоты в организме при некоторых длительно протекающих патологических процессах в организме, к примеру при шизофрении и других психических заболеваниях, невритах, аллергических дерматозах, желудочно-кишечных заболеваниях, отравлениях свинцом, бензолом и т. д.;
- недостаточное поступление с пищей триптофана, из которого в организме может синтезироваться незначительно ниацин (триптофан → кинуренин → 3-оксикинуренин[англ.] → 3-оксиантраниловая кислота[англ.] → хинолиновая кислота[англ.] → ниацин[2][5]).

## Проявление
Клинические проявления гиповитаминоза PP, как и у всех гиповитаминозов зависят от его биологической роли, а именно никотиновая кислота и её производные образуют никотинамидные коферменты дегидрогеназ окислительно-восстановительных реакций организма, то есть НАД и НАДФ.
Соответственно, гипо- и авитаминоз PP будет приводить к нарушению всех тех биохимических реакций в организме, в которых участвуют эти коферменты.
Недостаточность витамина может проявляться как:
- гиповитаминоз PP;
- авитаминоз PP.

Гиповитаминоз PP проявляется возникновением разной степени выраженности и сочетания следующих симптомов:
- вялостью;
- апатией;
- быстрой утомляемостью;
- головокружением;
- бессонницей;
- раздражительностью;
- сердцебиением;
- цианозом губ, слизистой полости рта, щёк, кистей;
- бледностью и сухостью кожи[англ.];
- снижением аппетита;
- уменьшением веса тела;
- снижением иммунной резистентности;
- возможны также: метеоризм, диарея, фотодерматозы, высыпания на коже.

Значительный дефицит витамина PP приводит к развитию пеллагры.

## Лечение
Выявление, устранение причины приведшей к гиповитаминозу и восполнение дефицита витамина в организме, по показаниям дополнительно симптоматические средства.
При авитаминозе и развившейся пеллагре иногда требуется стационарное лечение.

## Гиповитаминоз PP у животных
Регистрируют его преимущественно у поросят, подсвинков, собак, птиц, реже у других животных. Естественным источником никотиновой кислоты для организма служат корма. Гиповитаминоз распространён в хозяйствах, в которых одним из основных кормов является кукуруза. Это связано с тем, что в ней содержится мало никотиновой кислоты и триптофана. Прогноз на поздних стадиях благоприятный или сомнительный. Для лечения в рацион животных включают корма, богатые протеином и витаминами группы B. Хорошее лечебное действие оказывают кормовые или гидролизные дрожжи.